# Nikefor Doukeianos
Nikefor Doukeianos (în limba greacă: Νικηφόρος Δουκειανός, în limba italiană: Niceforo Dulchiano sau Doceano, n.  ? – d. 1040, Ascoli Satriano, Apulia, Italia) a fost catepan bizantin de Italia între anii 1039 și 1041. El a fost martorul fazei incipiente a răscoalei conduse de Arduin Longobardul. A murit asasinat la Ascoli Satriano. Odată cu moartea sa, răscoala localnicilor a început să ia proporții.